# Marek Sovka
Marek Sovka (* 11. listopadu 1993 Brno) je český politik, v letech 2014–2018 místostarosta Branišovic a od roku 2018 také starosta této obce. Od roku 2024 působí také jako zastupitel Jihomoravského kraje a jako náměstek hejtmana. Ve svých 21 letech se stal nejmladším místostarostou v celé České republice[zdroj⁠?!] a posléze se také zařadil mezi nejmladší starosty v Česku.

## Životopis
Pochází z obce Branišovice nedaleko Pohořelic.
Vystudoval hospodářskou politiku a správu na Akademii Sting a management se specializací na mezinárodní management.

## Politické působení
V komunálních volbách v roce 2014 byl s počtem 137 hlasů jako člen TOP 09 zvolen zastupitelem obce Branišovice, když vedl tamní kandidátku. Následně se stal i místostarostou. Mandát zastupitele obce pak obhájil s počtem 226 preferenčních hlasů ve volbách v roce 2018, kdy se stal starostou obce.
Ve volbách do Poslanecké sněmovny PČR v roce 2021 kandidoval v Jihomoravském kraji na 7. místě kandidátky SPOLU, ale neuspěl.
V komunálních volbách v roce 2022 kandidoval do zastupitelstva Branišovic z 1. místa kandidátky a s počtem 221 preferenčních hlasů se mu mandát zastupitele i starosty obce se mu podařilo obhájit.
Roku 2024 kandidoval z třetího místa kandidátky do Zastupitelstva Jihomoravského kraje na kandidátní listině koalice SPOLU (tj. KDU-ČSL, ODS a TOP 09) pro krajské volby v září 2024 v Jihomoravském kraji. S počtem 4513 preferenčních hlasů se posunul na šesté místo a stal se krajským zastupitelem. Stal se 4. náměstkem hejtmana pro regionální rozvoj a koordinaci dostavby jaderné elektrárny Dukovany.